# Pierre-Edmond Hocmelle
Pierre-Edmond Hocmelle (* 18. September 1824 in Paris; † 12. November 1895 in Asnières-sur-Seine bei Paris) war ein französischer Organist und Komponist.

## Leben und Wirken
Der von Geburt an blinde Hocmelle studierte von 1838 bis 1850 am Conservatoire de Paris. Er besuchte die Klassen von Antoine Elwart, Simon Leborne und François Benoist und gewann im Jahr 1844 den ersten Preis im Fach Orgel.
Er wurde dann Organist an der Chapelle de Sénat (Palais du Luxembourg). 1849 folgte er Louis Séjan an der Kirche St-Louis des Invalides nach. An St-Thomas d’Aquin (Rue du Bac) wurde er 1851 als Nachfolger von Louis Chollet Organist gemeinsam mit Joseph Franck, dem Bruder von César Franck. Später erhielt er die Organistenstelle an St-Philippe du Roule (Rue du Faubourg Saint-Honoré).
Hocmelle komponierte vorwiegend Orgelwerke, außerdem Romanzen und Operetten.